# Hamdaniden

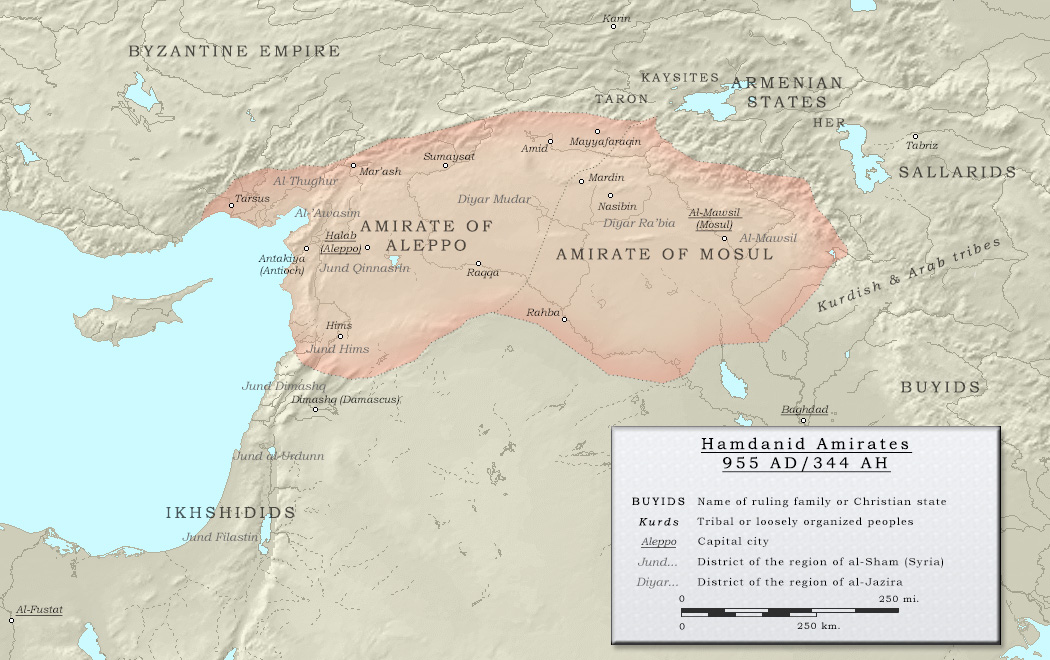
Das Herrschaftsgebiet der Hamdaniden um 955

Stammtafel der Hamdaniden

Die Hamdaniden (arabisch الحمدانيون, DMG al-Ḥamdāniyūn oder بنو حمدان, DMG Banū Ḥamdān) waren eine arabische Familie, die am Ende der Abbasidenzeit zwei kleine Dynastien im nördlichen Syrien und dem Nordirak hervorbrachte. Die Dynastien bestanden zwischen 890 und 1003.
Die Dynastie der Hamdaniden wurde von Hamdan ibn Hamdun begründet, als dieser 890 von den Abbasiden zum Statthalter von Mardin in Südostanatolien ernannt wurde. Sein Sohn Abdallah (904–929) wurde 906 noch zum Statthalter von Mosul im Nordirak ernannt und beherrschte 914 sogar Bagdad. Seine Söhne wurden von den Abbasiden als Statthalter in Mosul und Aleppo bestätigt.
Hassan Nasir ad-Daula (929–968) geriet als Statthalter von Mossl und Diyarbakır zunehmend unter den Einfluss der schiitischen Buyiden, die 945 die dauerhafte Kontrolle über das Kalifat der Abbasiden errungen und den Einfluss der Hamdaniden in Bagdad ausgeschaltet hatten. Er wurde wegen seiner Willkürherrschaft von der eigenen Familie abgesetzt. Die von Hassan Nasir ad-Daula begründete Linie der Hamdaniden regierte nach einer schweren Niederlage gegen die Buyiden (979) noch bis 990 in Mosul. Ihr Herrschaftsgebiet im Nordirak wurde von den Uqailiden und den Marwaniden geteilt.
Ali Saif ad-Daula (945–967) regierte von Aleppo aus Nordsyrien und wurde zum wichtigsten Kämpfer gegen die Expansion von Byzanz nach Syrien. Sein Hof wurde durch die Förderung der Literatur ein Zentrum der arabischen Kultur. Aber schon nach der Eroberung Aleppos durch Byzanz verlor die Stadt wieder ihre Bedeutung als Kulturzentrum. Um dem byzantinischen Druck standzuhalten, traten Saif ad-Daulas Nachfolger 969 zum schiitischen Islam über und unterstellten Aleppo der Oberherrschaft der Fatimiden in Ägypten. 1003 setzten diese die Hamdaniden in Aleppo ab.